# Vrchovina (Nová Paka)
Vrchovina je část města Nová Paka v okrese Jičín. Nachází se na severovýchodě Nové Paky. Prochází zde silnice I/16. V roce 2014 zde bylo evidováno 166 adres. V roce 2001 zde trvale žilo 330 obyvatel.
Součástí Vrchoviny je i osada Na Patřině, jež se nachází jižně od horního (jihovýchodního) konce Vrchoviny.
Vrchovina je také název katastrálního území o rozloze 4,97 km2.

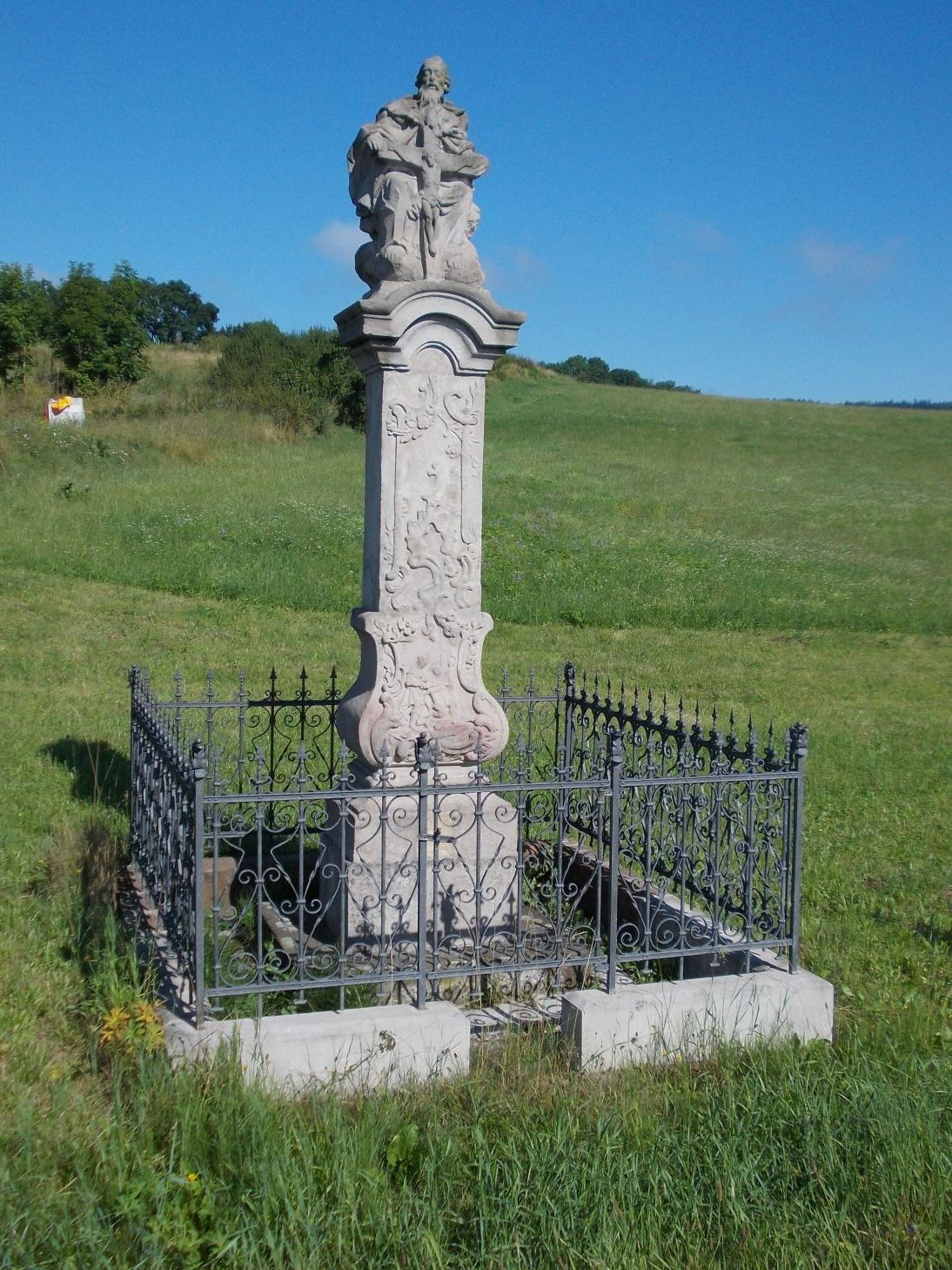
Sousoší Nejsvětější Trojice

## Pamětihodnosti a zajímavosti
- památkově chráněné sousoší Nejsvětější Trojice
- památkově chráněná boží muka v osadě Na Patřině za chalupou čp. 116
- řada staveb lidové architektury - typických podkrkonošských roubenek
- několik dalších drobných sakrálních památek
- vyhlídka na Novopacko a Podkrkonoší z modře značené cesty mezi osadami Na Patřině a V Koutě
- přírodní park Sýkornice s Novopackými vodopády východně od vsi